# Жаковець
Жаковець (пол. Żakowiec) — село в Польщі, у гміні Домбровиці Кутновського повіту Лодзинського воєводства.
Населення — 66 осіб (2011).
У 1975-1998 роках село належало до Плоцького воєводства.

## Демографія
Демографічна структура станом на 31 березня 2011 року:
|          | Загалом | Допрацездатний вік | Працездатний вік | Постпрацездатний вік |
| -------- | ------- | ------------------ | ---------------- | -------------------- |
| Чоловіки | 31      | 7                  | 14               | 10                   |
| Жінки    | 35      | 7                  | 18               | 10                   |
| Разом    | 66      | 14                 | 32               | 20                   |